# 용인경량전철 Y100호대 전동차
용인경량전철 Y100호대 전동차는 2013년 4월 26일 용인 경전철 개통과 함께 도입된 전동차다. 현재 총 1량 30개 편성(30량)이 운행하고 있다.

## 도입 역사
이 차량은 봄바디어 트랜스포테이숀에서 제작된 전동차이며, 봄바디어 트랜스포테이숀은 2020년 2월 17일 알스톰에 인수되었고 2020년 7월 31일 인수가 확정승인 되었다. 경전철 차량으로 신분당선, 인천 도시철도 2호선, 의정부 경전철, 부산 도시철도 4호선, 부산-김해 경전철, 대구 도시철도 3호선과 같이 무인 운전으로 운행된다.

## 편성
1량 1편성으로 운행된다.
|  | ◇◇   |
|  |      |
|  | Y1XX |
|  |      |
|  |      |

## 배속
- Y101~Y130편성: 용인경전철차량사업소, 1량

## 현재 운행구간
- ● 용인 경전철: 기흥(백남준아트센터) - 전대·에버랜드

## 현황
현재 운행 중인 차량은 굵은 글씨로 표시했다. 
| 차호      | 도입 시기 | 운행 중단 시기 | 비고 |
| --------- | --------- | -------------- | ---- |
| Y101 편성 | 2008년    | 운행 중        |      |
| Y102 편성 | 2008년    | 운행 중        |      |
| Y103 편성 | 2008년    | 운행 중        |      |
| Y104 편성 | 2008년    | 운행 중        |      |
| Y105 편성 | 2008년    | 운행 중        |      |
| Y106 편성 | 2008년    | 운행 중        |      |
| Y107 편성 | 2008년    | 운행 중        |      |
| Y108 편성 | 2008년    | 운행 중        |      |
| Y109 편성 | 2008년    | 운행 중        |      |
| Y110 편성 | 2008년    | 운행 중        |      |
| Y111 편성 | 2008년    | 운행 중        |      |
| Y112 편성 | 2008년    | 운행 중        |      |
| Y113 편성 | 2008년    | 운행 중        |      |
| Y114 편성 | 2008년    | 운행 중        |      |
| Y115 편성 | 2008년    | 운행 중        |      |
| Y116 편성 | 2008년    | 운행 중        |      |
| Y117 편성 | 2008년    | 운행 중        |      |
| Y118 편성 | 2008년    | 운행 중        |      |
| Y119 편성 | 2008년    | 운행 중        |      |
| Y120 편성 | 2008년    | 운행 중        |      |
| Y121 편성 | 2008년    | 운행 중        |      |
| Y122 편성 | 2008년    | 운행 중        |      |
| Y123 편성 | 2008년    | 운행 중        |      |
| Y124 편성 | 2008년    | 운행 중        |      |
| Y125 편성 | 2008년    | 운행 중        |      |
| Y126 편성 | 2008년    | 운행 중        |      |
| Y127 편성 | 2008년    | 운행 중        |      |
| Y128 편성 | 2008년    | 운행 중        |      |
| Y129 편성 | 2008년    | 운행 중        |      |
| Y130 편성 | 2008년    | 운행 중        |      |

## 같이 보기
위키미디어 공용에 용인경량전철 Y100호대 전동차 관련 미디어 분류가 있습니다.
- 용인경량전철
- 용인 경전철